# Comuna Marînivka, Bileaiivka
Marînivka (în ucraineană Маринівка) este o comună în raionul Bileaiivka, regiunea Odesa, Ucraina, formată din satele Berehove, Marînivka (reședința), Nova Emetivka și Stara Emetivka.

## Demografie
Componența lingvistică a comunei Marînivka
     Ucraineană (83,42%)
     Rusă (15,26%)
     Alte limbi (0,79%)
Conform recensământului din 2001, majoritatea populației comunei Marînivka era vorbitoare de ucraineană (83,42%), existând în minoritate și vorbitori de rusă (15,26%).